# Phrynobatrachus calcaratus
Phrynobatrachus calcaratus là một loài ếch trong họ Petropedetidae.
Nó được tìm thấy ở Cameroon, Cộng hòa Trung Phi, Bờ Biển Ngà, Guinea Xích Đạo, Ghana, Guinea, Liberia, Nigeria, Senegal, có thể cả Bénin, có thể cả Cộng hòa Dân chủ Congo, có thể cả Gambia, có thể cả Guinea-Bissau, có thể cả Mali, có thể cả Sierra Leone, và có thể cả Togo.
Các môi trường sống tự nhiên của chúng là các khu rừng ẩm ướt đất thấp nhiệt đới hoặc cận nhiệt đới, các khu rừng vùng núi ẩm nhiệt đới hoặc cận nhiệt đới, sông, đầm nước ngọt có nước theo mùa, và các khu rừng trước đây bị suy thoái nặng nề. Loài này đang bị đe dọa do mất môi trường sống.

## Hình ảnh

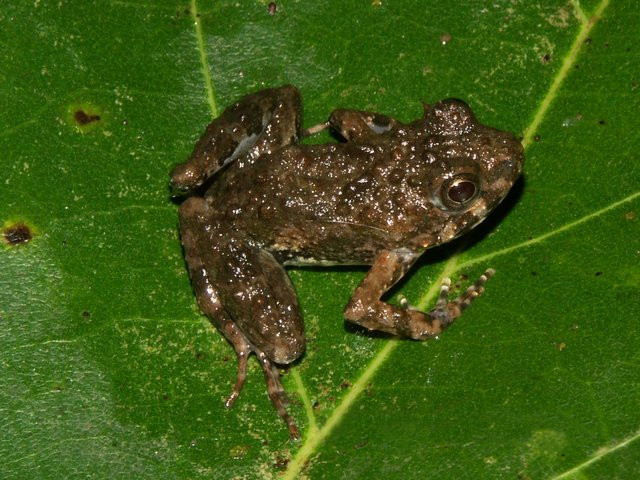
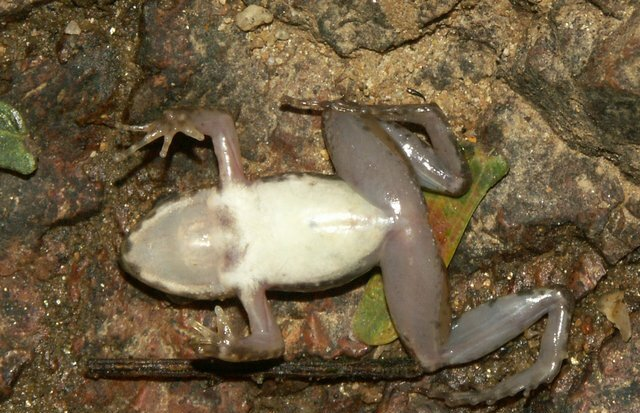
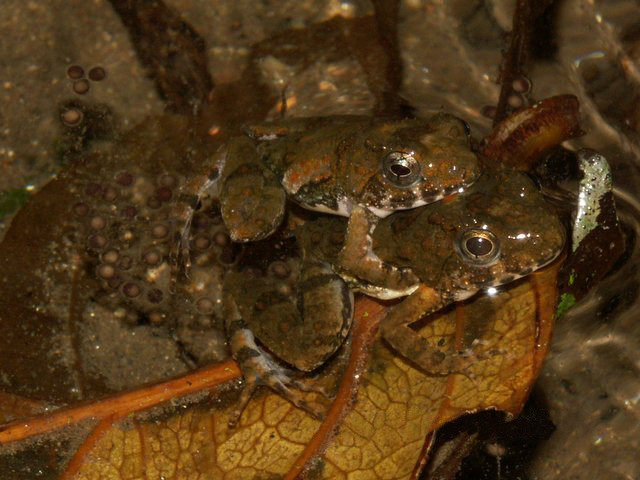
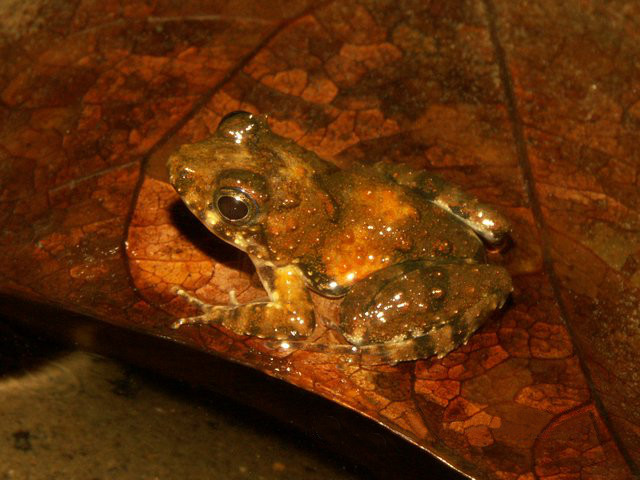